# Kløfta

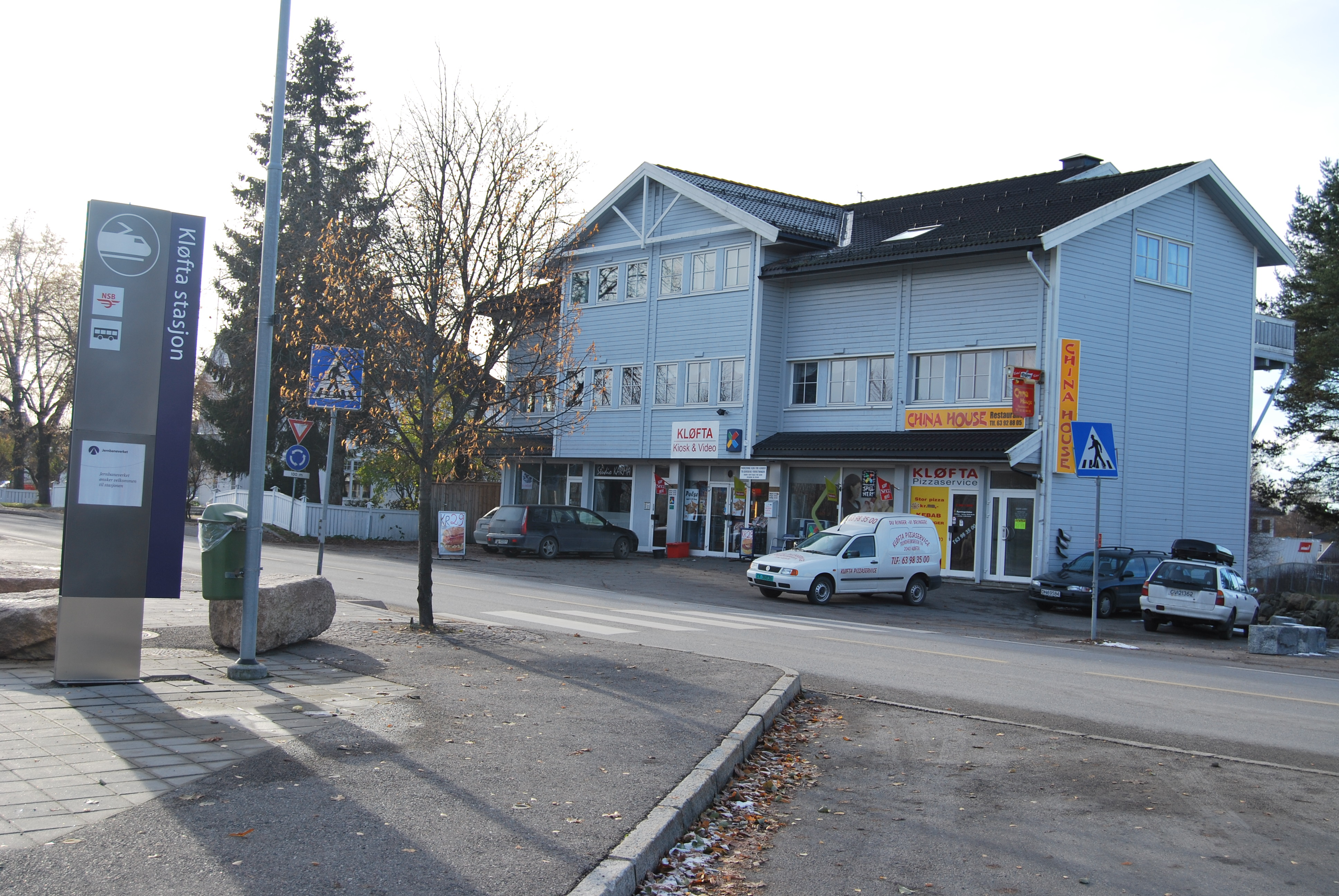
Kløfta

Kløfta é uma pequena vila localizada na comuna de Ullensaker, na Noruega e possui uma população de aproximadamente 7.170 habitantes, nela há as maiores companhias de equipamentos para cultivo de fazenda de toda a Noruega. A bela igreja de Ullensaker ("Romerike cathedral") fica próxima a Kløfta.